# Асиміляція (Пікар)
Асиміляція (Assimilation) — третя серія другого сезону американського телевізійного серіалу «Зоряний шлях: Пікар». Сценарій епізоду написали Кайлі Россеттер; Крістофер Монфетт, режисування Леа Томпсон. Перший показ відбувся 17 березня 2022 року.

## Зміст
Сьома відволікає суддю на досить довгий час (мотивуючи про таємну операцію), щоб група здолала й ліквідувала його та офіцерів на борту «Ла-Серени». Чоловік Сьомої вже мав підозри щодо неї, і вони підтверджуються, коли Аніка не може відповісти на одне просте запитання — «Яке моє повне ім'я?» Екіпаж «Ла-Серени» перемагає своїх викрадачів у короткому бою, але Елнор поранений. Корабель піддається атаці, і Королева користується ситуацією, щоб напряму підключитися до комп'ютерів. Вона знищує їхніх переслідувачів і кидає корабель навколо сонця, створюючи кротовину до 2024 року. Коли королева Борг захоплює корабель Ріоса, колір його панелей змінюється зі стандартного червонувато-помаранчевого, який використовується Федерацією/Конфедерацією, на зелений колір Борг. Королева каже Пікару, що вони повинні знайти «Сторожа» в Лос-Анжелесі, який знає, що змінив Q, аби викликати нову шкалу часу.
Поки Раффі доставляє його до лікарні, Джураті закінчує підключати Королеву, а «Ла-Серена» стрибає з рогатки для подорожей у часі. Корабель з'являється на початку 21-го століття — датчики надто пошкоджені, щоб отримати точні дані, і Королева виснажує енергію корабля, щоби відновити власну енергетичну систему. «Ла-Сирена» засмоктується в гравітаційний колодязь Землі та здійснює аварійну посадку; і, не маючи енергії для біоліжка, Елнор вмирає від отриманих травм. Пікар приземлює «Ла-Серену» біля свого дому. Корабель зазнає аварії біля Шато-Пікар у Франції, і Королева відволікає всю силу «Ла-Серени», щоб зберегти себе.
Раффі картає Пікара за його «десятиліття ігор» з Q, які коштували іншим людям життя, поки вони двоє змагаються. Пікар відкидає звинувачення: Q — це той, хто грає в ігри, а Пікар не має права голосу в цьому питанні. Раффі сердито звинувачує Пікара, перш ніж вирушити разом із Сьомою та Ріосом на пошуки Спостерігача. Пікар застерігає докторку від бажання підключитися до Королеви. Однак вона наполягає — і після відльоту команди на Землю Жан-Люк підключає Агнес до Королеви.
Маленька дівчинка, яка бачить як Сьома спускається променем вниз, запитує її, чи вона супергерой. Сьома ласкаво просить її зберігати таємницю. Транспортер Ріоса виходить з ладу, і він падає та втрачає свідомість, прокидаючись у клініці, яка таємно лікує імігрантів без документів — лос-анджелелесець знаходить його на тротуарі без гаманця, ключів, смартфона чи посвідчення особи, і тому відвозить до місцевої клініки, яка обслуговує нелегальних іммігрантів. В клініці маленький хлопчик знаходить його комунікатор. Випадковий грабіжник намагається пограбувати Раффі після приземлення під дулом пістолета. Вона без особливих зусиль роззброює його і нокаутує, а потім забирає кошти з його гаманця.
Джураті та Пікар залишаються на кораблі, щоб спробувати відремонтувати королеву Борг, оскільки вона є єдиним квитком назад у їхній час. Це означає, що Джураті дозволяє собі напівасимілюватися. Її несвідоме залишається на «Ла-Серені», яка знущається над Пікаром, тоді як її свідомість вторгається в банки пам'яті Королеви. Джураті з'єднується з королевою Борг, щоб допомогти їй у ремонті та змусити знову спілкуватися усно. Однак, поки Агнес намагається відремонтувати Королеву, вона, у свою чергу, намагається заволодіти розумом Джураті. Все це показано з точки зору Пікара, який допомагає Агнес, коли підсвідомість Джураті розповідає про те, що відбувається — оповідь є абсолютно неконтрольованою. Агнес визнає, що серед іншого вона бачить Пікара як батька.
Сьома і Раффі хочуть пробратися на хмарочос і упрошують охоронця, стверджуючи, що його колега дозволив їм піднятися на дах. І натякають, що він не крутіший за колегу. У тандемі з їхньою хитрістю «таємно закоханих», охоронець дозволяє їм залишитися лише для того, щоб довести, що він крутіший.
Ріос розповідає лікарці історію про те, як у дитинстві пробрався на базу, оповідаючи про це як про веселу і цікаву історію. Це закінчується гучним хрускотом, коли лікарка вправила його зламані пальці.
Джураті попереджає групу триматися поза відеореєстраторами та уникати представників влади, чому Ріос не в змозі запобігти, оскільки транспортер випадково скидає його на висоті 20 футів у повітрі.
Ріос вирішує свої найнагальніші медичні проблеми до того моменту, коли він може встати й знову почати ходити. Він знаходить свій зниклий комунікатор і замість того, щоб взяти його від дитини та піти, лишається і жартує з малюком.
Королева прийшла до тями. І починає вимагати поступок від Пікара.
Агнес вдається викрасти місцезнаходження Спостерігача у Королеви, справляючи враження. Незважаючи на застереження Пікара, Агнес підключає свій розум до Королеви та дізнається точне місцезнаходження Спостерігача, перш ніж її почнуть асимілювати, справляючи враження на Королеву.
Перш ніж Ріос зможе піти, офіцери імміграційної служби проводять обшук у клініці та заарештовують його та лікарку Терезу. Комунікатор Ріоса залишився в клініці. Тереза, лікар, яка керує клінікою, стривожена, коли ICE проводить рейд на це місце, сподіваючись забрати нелегальних іммігрантів. Ріос збирається втекти, коли помічає, що його комунікатор все ще не в нього. Він повертається, щоб допомогти Терезі захистити свою невинуватість… все закінчується тим, що їх обох заарештовують.
Рух назад для руху вперед. Знищити щоб виправити. Минуле є теперішнє.

## Створення
Музичну тему до серіалу написав Джефф Руссо

## Сприйняття та відгуки
На сайті «Rotten Tomatoes» епізод отримав 88 % підтримки на основі відгуків 8 критиків.
В огляді «StarTrek.com» зазначалося: «Третій епізод „Star Trek: Picard“ починається так само насичено діями, як і перші дві частини цього сезону. Ми повернулися на місток „Ла-Сирени“, і справи для нашої безстрашної команди з альтернативної шкали часу йдуть не дуже добре. Але їм вдається дати відсіч і подолати своїх викрадачів.».
«Den of Geek»: «З невеликою допомогою королеви Борг команда „Зоряний шляху: Пікар“ повертається в минуле на годину, де, по суті, накривають стіл до кінця сезону. Але „Асиміляція“ — досить приємний епізод сам по собі. У 2024 році ми відмовилися від наших улюблених тем і дозволили шоу трохи прокоментувати стан нашого світу, навіть коли вони працюють над виправленням того, що залишили позаду.»
«Tor.com»: «Подорож у часі — це колодязь, в який різні фільми „Зоряного шляху“ занурювалися набагато частіше, ніж це має сенс. Від „Завтра - це вчора“ та „Місто на межі вічності“ в першому сезоні оригінального серіалу, через кожен окремий спін-офф і кілька фільмів, аж до Discovery (який мав кілька фрагментів подорожі в часі між двадцять третім і тридцять другим століттям) і Зоряний шлях: Вундеркінди). І тепер Пікар приєднався до натовпу, викинувши більшість своїх головних героїв у Лос-Анджелес лише через два роки. Ніби-то.»
«TV Tropes» здійснює детальний розбір аналогій, неспівпадінь та недоречностей епізоду.
Лорі Ольстер з «TrekMovie.com» зазначено: «Перші три епізоди створили інтригуючий новий сезон „ Пікарда“ з абсолютно іншим тоном, енергією та стилем. Кожен епізод мав свій власний відтінок, але всі розвивали загальну історію. Незважаючи на те, що „Асиміляція“ була не такою сильною, як перші дві чудові записи, вона все ж була надійною та цікавою, зберігаючи гарний баланс дії, гумору та історії. Були деякі моменти, коли темп затягувався, і деякі хитрощі персонажів, але вони були переважені сильними виступами та чітким екшеном, що перемежовувався видатними візуальними ефектами.»
На сайті «IMDb» станом на жовтень 2023 року епізод отримав 7.1 з 10 зірок схвалення при 3700 голосах.

## Знімались
| Актор             | Роль             |
| ----------------- | ---------------- |
| Патрік Стюарт     | Жан-Люк Пікар    |
| Елісон Пілл       | Агнес Джураті    |
| Джері Раян        | Сьома-з-Дев'яти  |
| Мішель Герд       | Раффі Музікер    |
| Еван Евагора      | Елнор            |
| Сантьяго Кабрера  | Крістобаль Ріос  |
| Джон де Лансі     | Q                |
| Енні Вершинг      | Королева Борг    |
| Хлоя Веппер       | Габі             |
| Джон Джон Бріонес | Перший магістрат |
| Сол Родрігес      | Тереза Рамірес   |
| Річард Чіу        | водій            |
| Гетлін Гріффіт    | грабіжник        |
| Стів Гутьєррес    | Рікардо          |
| Мет Камінскі      | охоронець        |
| Пітер Ліндстедт   | офіцер           |
| Меггі Паклеб      | дівчинка         |
| Марсело Туберт    | Альварес         |